# Le Chat de Bubastes
Le Chat de Bubastes est un roman historique pour enfants écrit en 1889 par l'auteur britannique George Alfred Henty. C'est l'histoire d'un jeune prince qui devient un esclave lorsque les Égyptiens conquièrent son peuple, puis prend la fuite lorsque son maître tue accidentellement un chat sacré. Le livre est illustré par John Reinhard Weguelin, un peintre victorien notable.

## Contexte
Le roman se déroule au Moyen-Orient, plus précisément en Égypte, vers 1535 av. J.-C.

## Intrigue
Après la mort de son père, le roi des Rebu, dans un combat contre l'armée égyptienne, puis la conquête de sa nation par les Égyptiens, le jeune prince Amuba est emmené captif en Égypte avec son fidèle aurige, Jethro .
À Thèbes, Amuba devient le serviteur et compagnon de Chébron, le fils d'Amères, le grand prêtre d'Osiris. Les garçons sont impliqués dans un mystère alors qu'ils commencent à peine à découvrir les preuves d'un complot meurtrier dans les rangs des prêtres. Cependant, avant de pouvoir empêcher l'assassinat, ils sont contraints de fuir pour sauver leur vie lorsqu'ils causent accidentellement la mort du successeur du chat de Bubastes, l'un des animaux les plus sacrés d'Égypte. Avec leur ami Jethro comme guide et protecteur, les garçons cherchent à s'échapper du territoire égyptien et retourner dans la patrie d'Amuba,.

## Réception
Le London Standard déclare que l'histoire « offre à M. Henty l'occasion de donner quelques croquis graphiques et pittoresques de la vie intérieure des anciens Égyptiens, de leur religion, de leurs coutumes domestiques et sociales et de leur vie de famille en ville et à la campagne. L'intérêt amoureux pour cette histoire est, bien sûr, lié aux incidents les plus virils, mais il n'est pas négligé. Toute l'histoire est une image vivante et attrayante de la vie égyptienne, et l'effet est renforcé par un quelques illustrations en pleine page bien réalisées ».
En comparant le livre au Lion de Saint-Marc de Henty, le Bristol Mercury déclare : « Le style caractéristique de M. Henty est encore mieux mis en valeur. Son image de la vie du peuple égyptien est la caractéristique du livre et forme un cadre pittoresque à un conte des plus fascinants ».